# Супер Майк: Последний танец
«Супер Майк: Последний танец» (англ. Magic Mike's Last Dance) — фильм 2023 года режиссёра Стивена Содерберга, сиквел фильма «Супер Майк XXL» и последняя часть трилогии с Ченнингом Татумом и Сальмой Хайек в главных ролях. Получил противоречивые отзывы критиков.

## Сюжет
Майк Лейн остаётся без денег после того, как у него срывается важная сделка, и ему приходится подрабатывать барменом во Флориде. Случайная знакомая, богатая предпринимательница Максандра Мендоса, предлагает Майку поставить спектакль в её лондонском театре. Герой готовит постановку и пытается сблизиться с Максандрой. В финале он сам выходит на сцену во время премьеры, а потом целует Максандру.

## В ролях
- Ченнинг Татум — Супер Майк
- Сальма Хайек — Максандра Мендоса
- Итан Лоуренс — Вуди
- Айюб Хан Дин — Виктор
- Джульетт Мотамед — Ханна

## Создание и оценки
Проект был анонсирован 29 ноября 2021 года. Режиссёром фильма стал Стивен Содерберг, сценаристом — Рид Кэролайн, продюсером — Грегори Джейкобс (все они работали над первыми двумя частями франшизы). Главную роль снова сыграл Ченнинг Татум. Актёр в связи с этим написал в социальных сетях: «Что ж, мир, похоже, Майк возвращается». В апреле 2022 года стало известно, что ещё одну роль первого плана сыграет Сальма Хайек.
Изначально предполагалось эксклюзивно выпустить картину на HBO Max, но в сентябре 2022 года было решено сначала выпусть её в театральный прокат. Премьера состоялась 25 января 2023 года в Майами-Бич, 10 февраля «Последний танец» вышел в прокат.
При бюджете в 45 миллионов долларов картина собрала 57,1 миллионов, в том числе 26 в США и Канаде. На сайте-агрегаторе отзывов Rotten Tomatoes она получила рейтинг 48 % со средней оценкой 5,4/10, на сайте Metacritic 52 балла из 100, что указывает на «смешанные или средние» отзывы. Эли Гласнер, пишущий для CBC счёл рассказанную в фильме историю любви «вялой», но похвалил игру Татума со словами: «Если бы секс без правил был искусством, Ченнинг Татум был бы Пикассо». Максанс Винсент (издание Film Cred]]) высоко оценил то, как Содерберг завершил трилогию. Этот рецензент, по его словам, «совершенно уверен, что „Последний танец“ через несколько лет будет переосмыслен как один из лучших фильмов Содерберга».